# Уштан Володимир Романович
Володи́мир Рома́нович У́штан (нар. 15 грудня 1974, Андріївка, Буський район) — український футболіст, що грав на позиції нападника та півзахисника. Відомий за виступами у низці українських клубів вищої та нижчих ліг.

## Клубна кар'єра
Володимир Уштан розпочав виступи на футбольних полях у аматорській команді зі Львова ФК ЛАЗ у 1993 році. За рік ця команда розпочала виступи в третій українській лізі, і Володимир Уштан став у її складі кращим бомбардиром, відзначившись у 35 проведених матчах 8 забитими м'ячами. На початку сезону 1995—1996 футболіст отримує запрошення від команди вищої ліги — луцької «Волині», проте за клуб зіграв лише 9 матчів, та покинув команду. Улітку 1996 року Володимир Уштан спочатку нетривалий час грав за вищоліговий клуб «Торпедо» із Запоріжжя, а пізніше став гравцем друголігового клубу «Галичина» з Дрогобича. Паралельно Уштан виступав також за футзальний клуб «Мета-Приватбанк» зі Львова. Улітку 1998 року футболіст перейшов до складу іншого друголігового клубу — «Цементника-Хорди» з Миколаєва. За рік футболіст отримав запрошення до головної команди Львівщини — «Карпат», проте за два роки зіграв у головній команді лише 12 матчів, переважно виступаючи в другій лізі за «Карпати-2». У 2001 році футболіст повернувся до складу «Цементника», а за півроку, з початку 2002 року, Володимир Уштан став гравцем першолігового клубу «Закарпаття» з Ужгорода. Проте в Ужгороді футболіст також грав лише півроку, після чого став гравцем аматорського клубу «Рава» з Рави-Руської. За півроку клуб із прикордонного містечка вийшов до другої ліги. Володимир Уштан грав у команді протягом трьох років, поки команда грала у лізі майстрів, а потім продовжив виступи у команді й після того, як вона втратила професійний статус, на аматорському рівні, та став у її складі чемпіоном Львівської області у 2008 році. Щоправда, пізніше клуб у зв'язку з відсутністю коштів був розформований. й Уштан продовжив виступи за інші аматорські клуби області — ФК «Куликів», «Карпати» (Кам'янка-Бузька) та новороздільський «Хімік».